# بخش جلگه ماژان
بخش جلگه ماژان یکی از بخش‌های شهرستان خوسف دراستان خراسان جنوبی ایران است. این بخش از سه دهستان جلگه ماژان، براکوه و قلعه زری تشکیل یافته‌است. مرکز بخش جلگه ماژان روستای ماژان است.